# Mikołaj Bogoria Skotnicki
Mikołaj Bogoria Skotnicki (1150–1238) herbu Bogoria – komes.

## Działalność
Właściciel rozległych dóbr w ziemi sandomierskiej i na Podkarpaciu. Fundator i darczyńca klasztoru Cystersów w Koprzywnicy, do którego w roku 1185 sprowadzona została grupa 24 mnichów z francuskiego opactwa Morimond. Komes Mikołaj przekazał na uposażenie swojej donacji część majętności w okolicach Sandomierza, na Podkarpaciu (m.in. Jasło i Dobrzechów) oraz krakowski Łęg i Kantorowice.